# 6969 Santaro
6969 Santaro è un asteroide della fascia principale. Scoperto nel 1991, presenta un'orbita caratterizzata da un semiasse maggiore pari a 2,1982313 UA e da un'eccentricità di 0,0320732, inclinata di 7,10937° rispetto all'eclittica.